# ホクレア
ホクレア（ハワイ語: Hōkūleʻa）は、

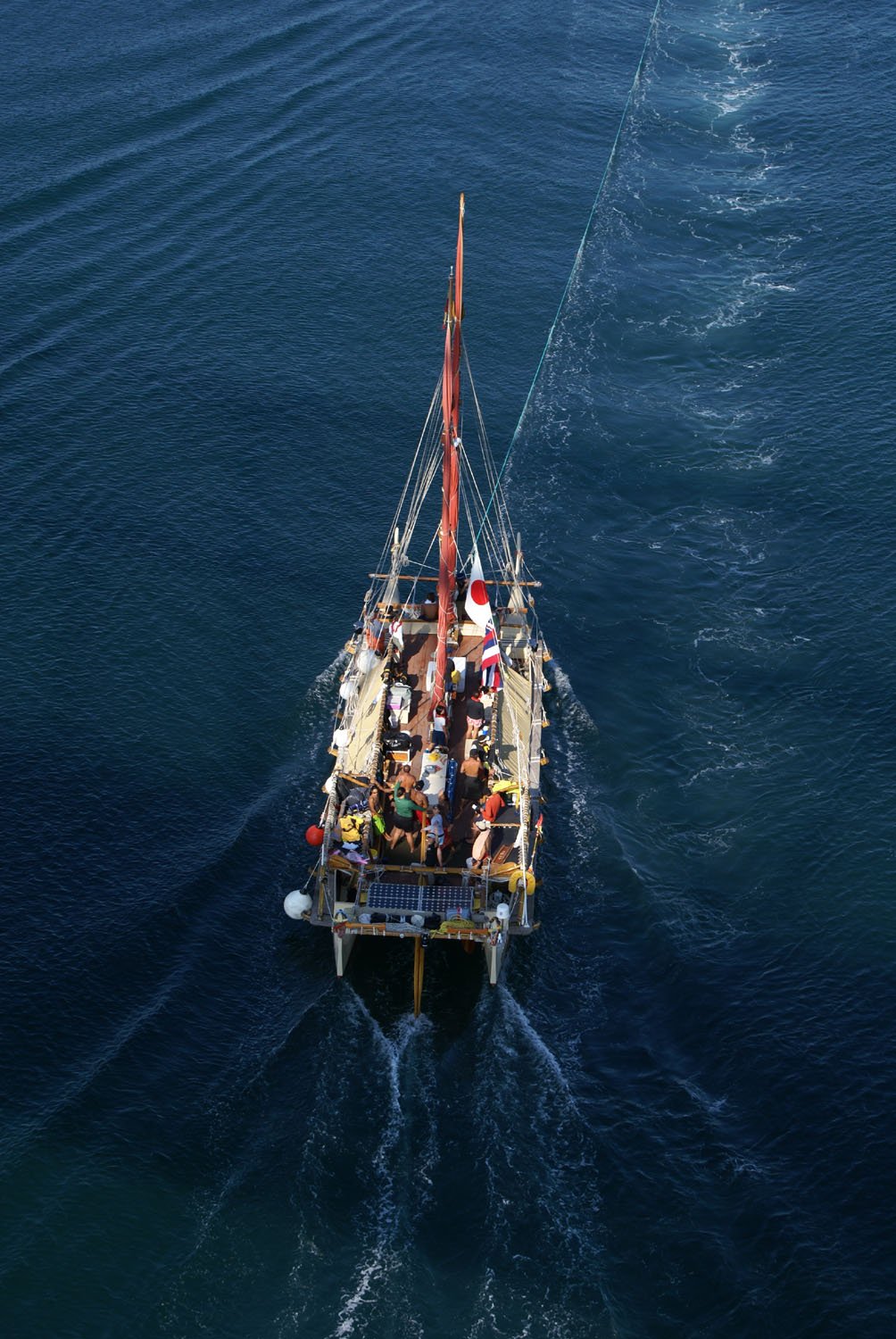
山口県の大島海峡を航行中のホクレア。船長はチャド・バイバイヤン。2007年5月。

1. もともと、うしかい座の１等星「アークトゥルス」のことで、この星を頼りにポリネシア人はポリネシア航法でハワイへ移住したといわれている。 [1]
2. 古代のポリネシアで用いられていた木造船（航海カヌー、Voyaging Canoe）のレプリカ。日本語では「ホクレア号」と呼ばれることも多い。本項で詳述。
3. ジャルパックがオアフ島にて運行している日本人観光客向けの観光バス。同社のツアーの多くに附属している「I'llカード」「AVAカード」の所持者は無料で利用出来る。出発地点はDFSギャラリア・ワイキキ前で、レギュラー・コースは「ベスト・オブ・オアフ」、「ハワイアン・ヒストリカル・ツアー」、「ナイト・ツアー・イミロア」の3つであるが、この他に限定企画のコースも設定されることがある。なおジャルパックの親会社である日本航空は航海カヌー「ホクレア」の2007年の日本航海の公式スポンサーでもある。
4. 日本のバンド「BEGIN」が2007年に製作・発表した楽曲。1.の航海カヌーを取り上げたテレビ番組の主題歌にも使われた。
5. 遊行寺たまの漫画「+C sword and cornett」に登場する種族の名前。

## 総説

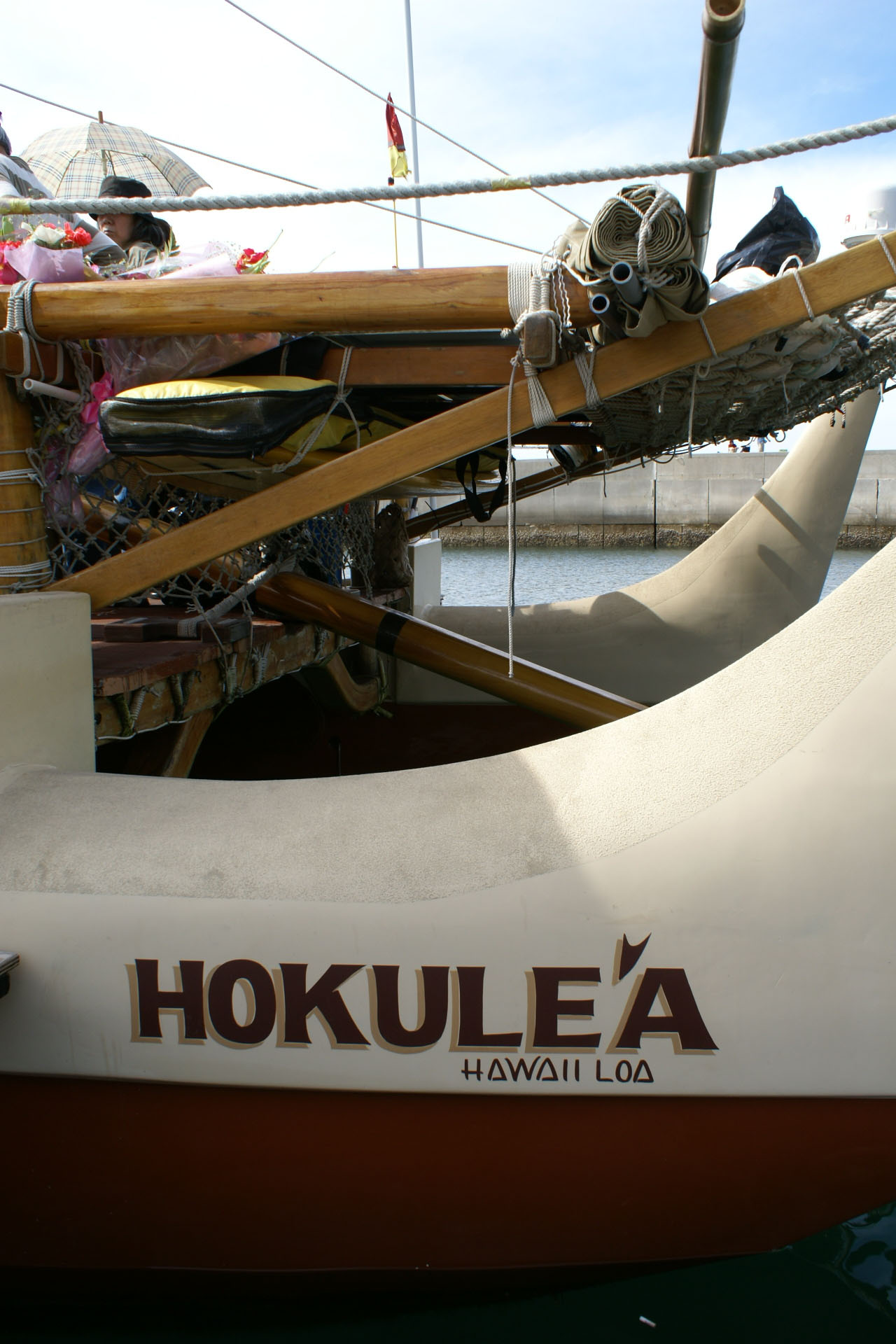
左舷の船尾部分。デッキから海中に降りているのはメイン・ステアリング・スウィープ。

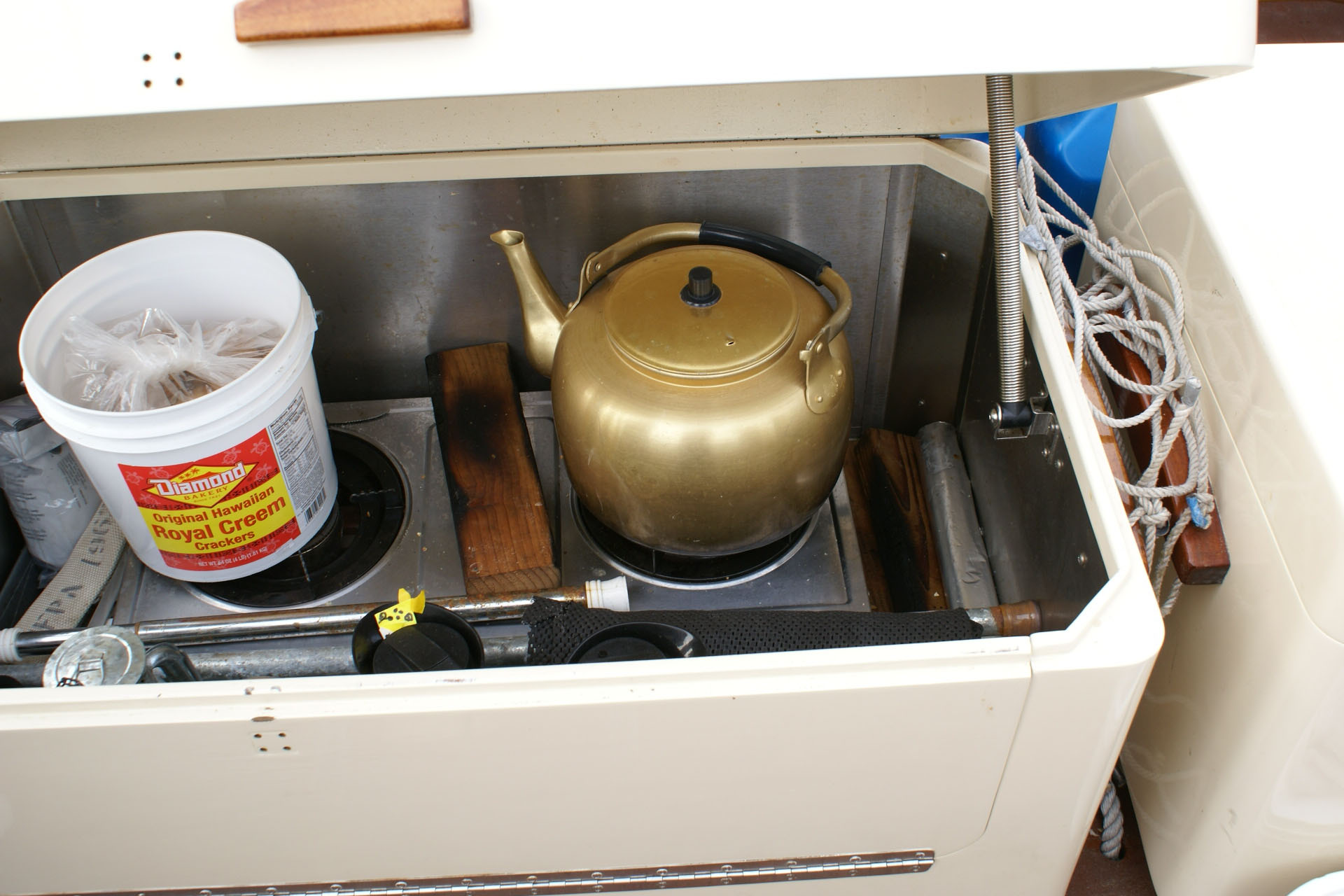
ホクレアのキッチン。ヤカンはホノルル市内で調達されたもの。蓋付きバケツは中身を食べ終えた後、働きの良いクルーから順に与えられる。

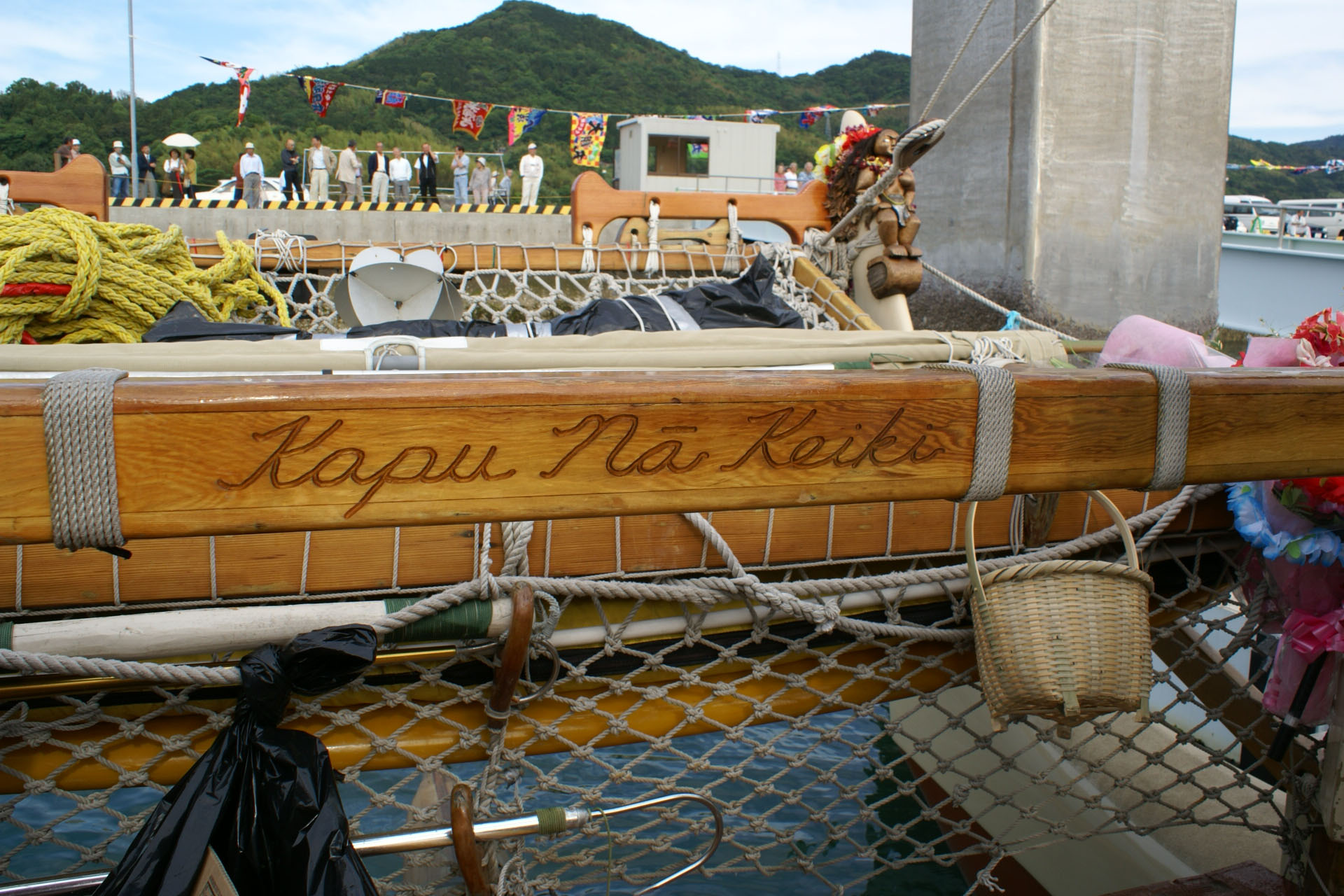
ホクレアのデッキ後端クロスビーム。「カプ・ナ・ケイキ（子供たちを神聖なものとして扱え）」の標語はナイノア・トンプソンによる。

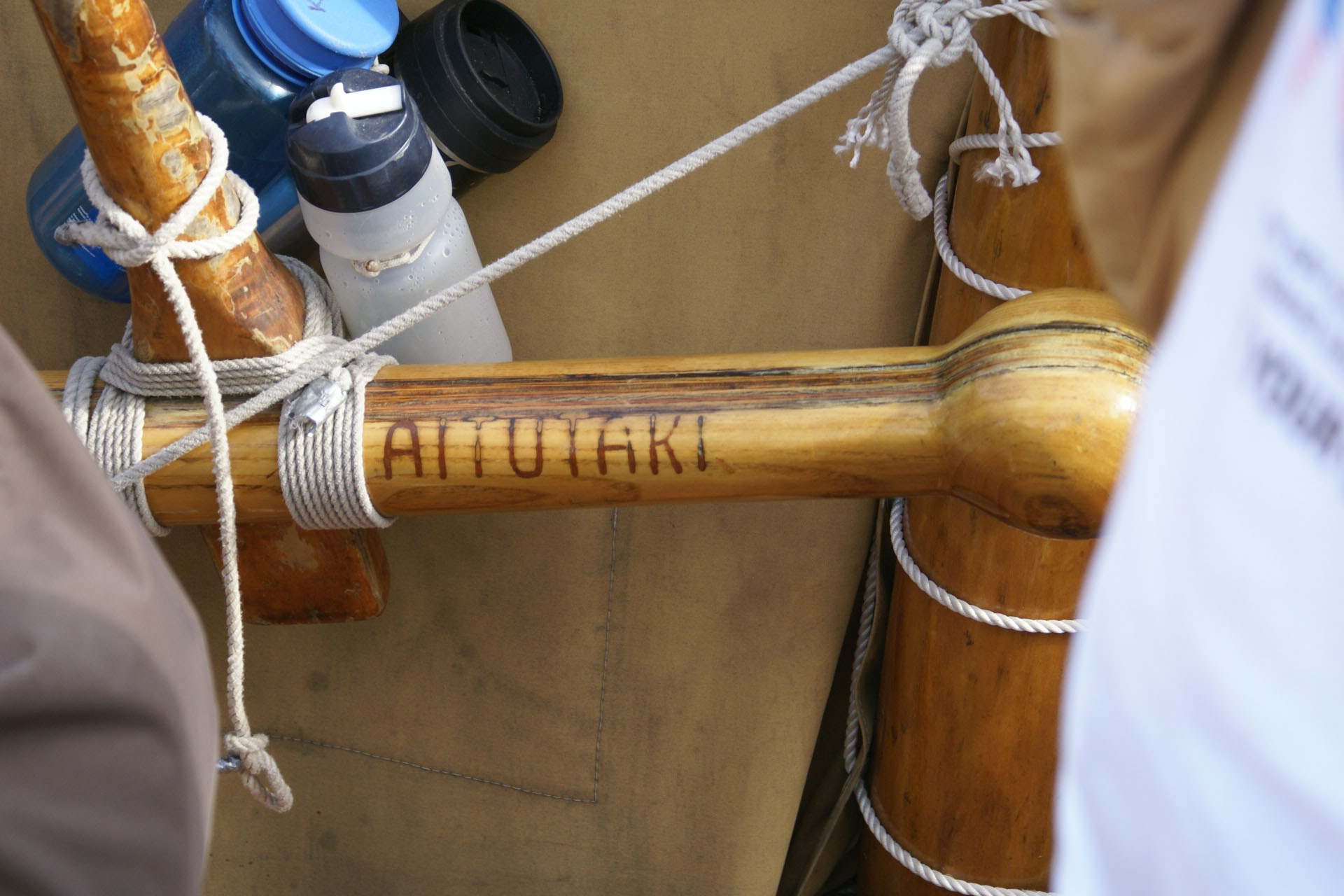
左舷のステアリング・スウィープの柄。ホクレアの各所には寄港地やモットー、重要な人物の名前などが無数に書き込まれている。

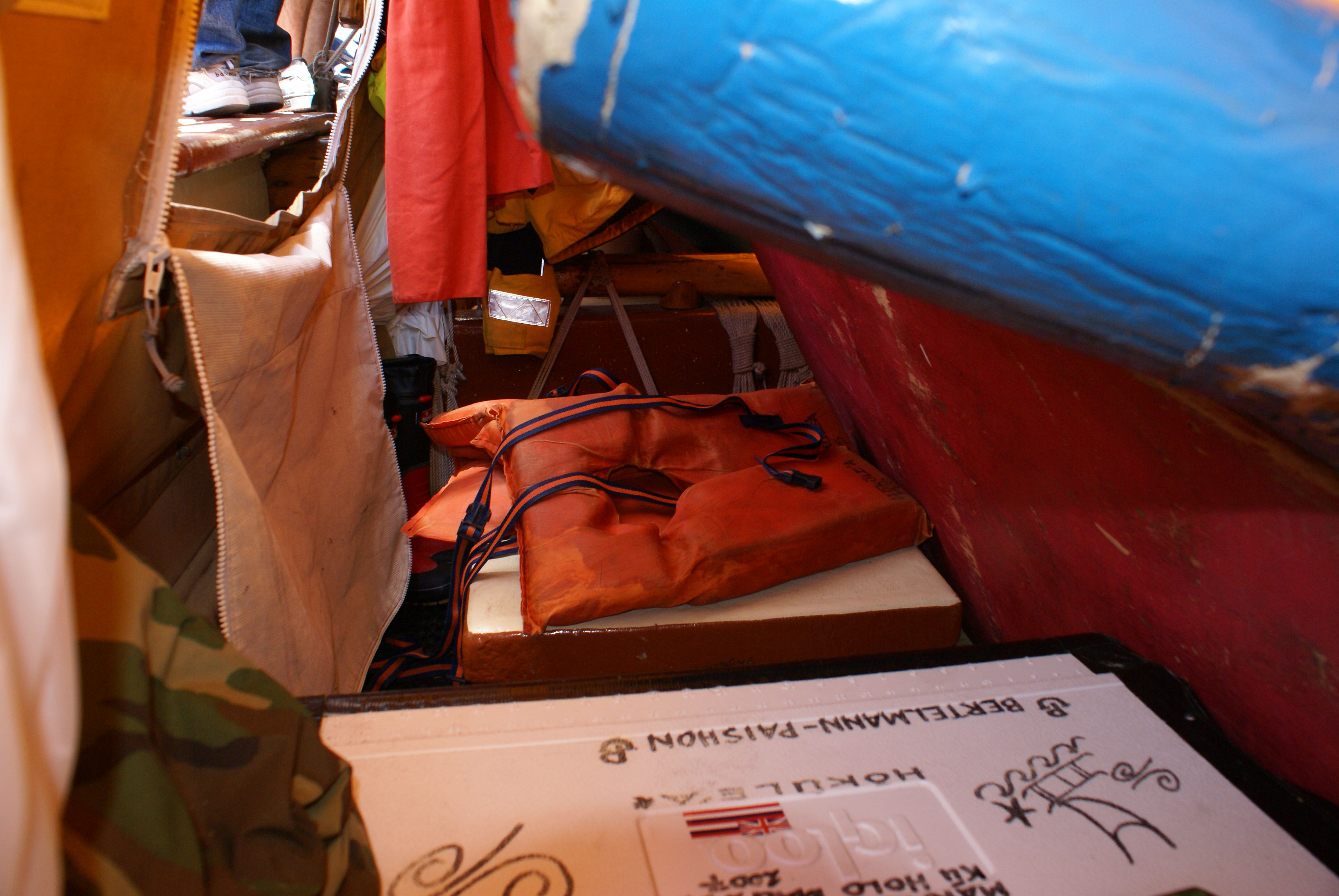
睡眠区画内。

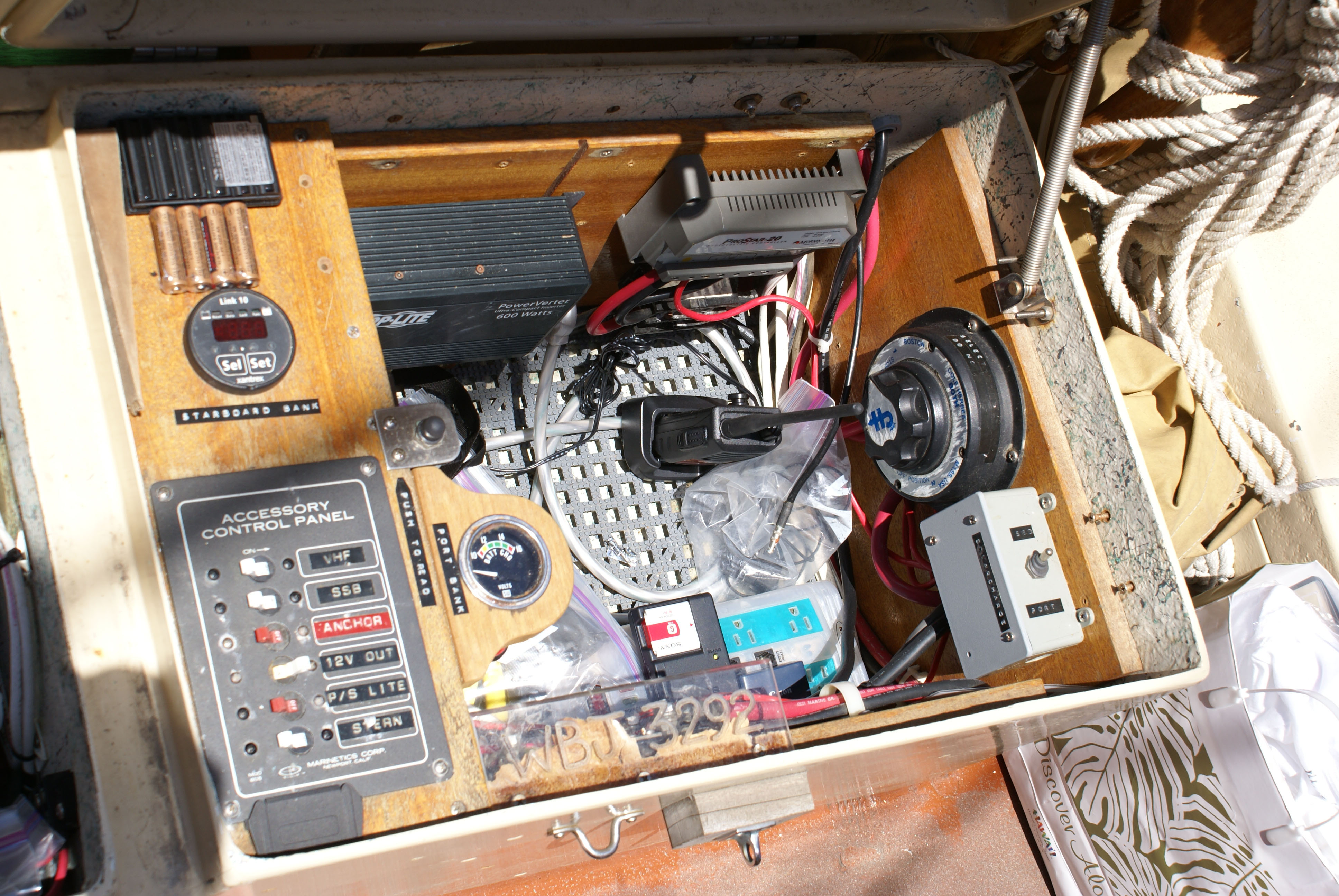
無線機もワンオフで水密化されている。

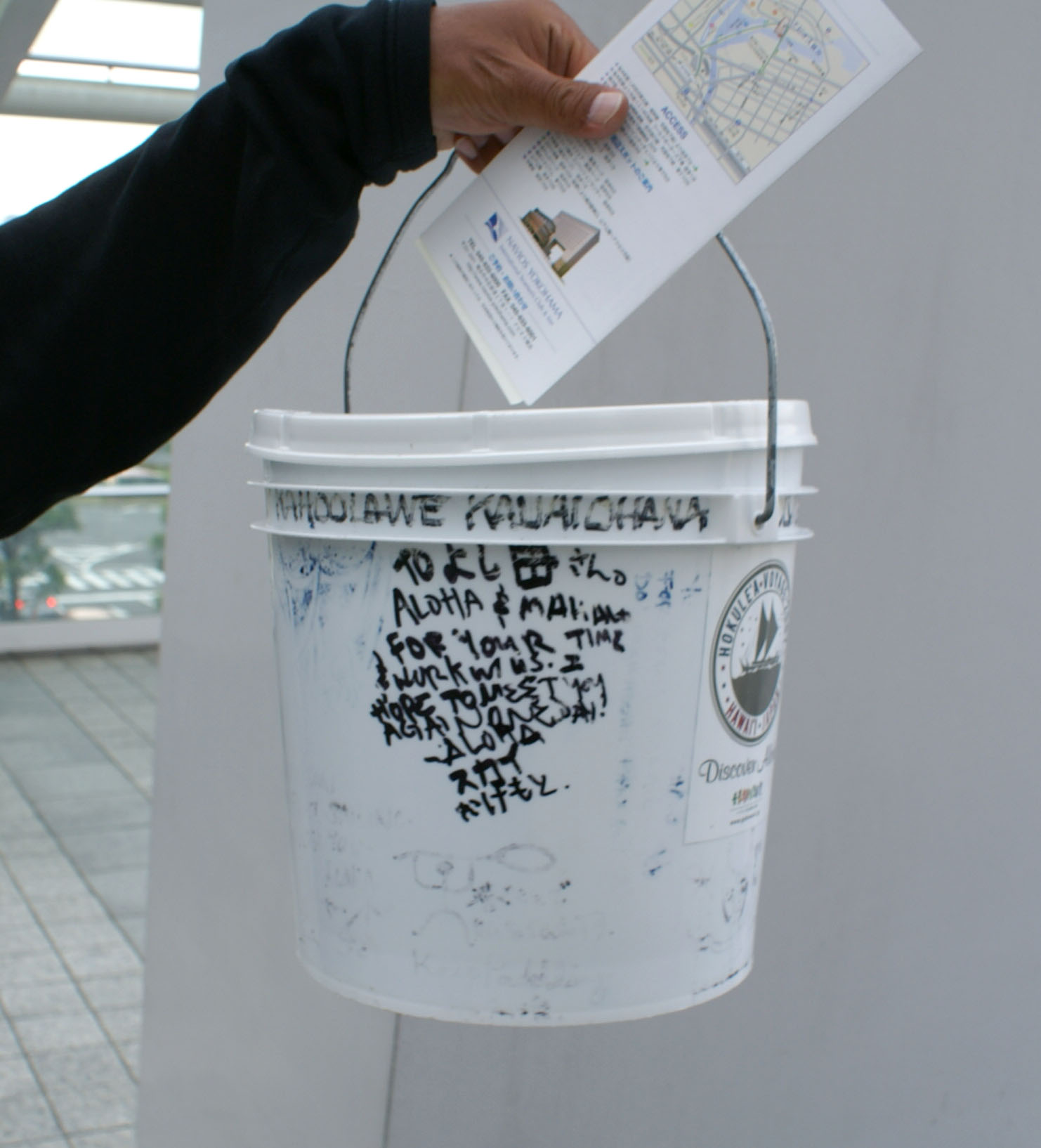
ホノルル市内の「ダイアモンド・ベーカリー」製クッキーの徳用サイズ容器は、クルーの私物を管理する為に再利用される。

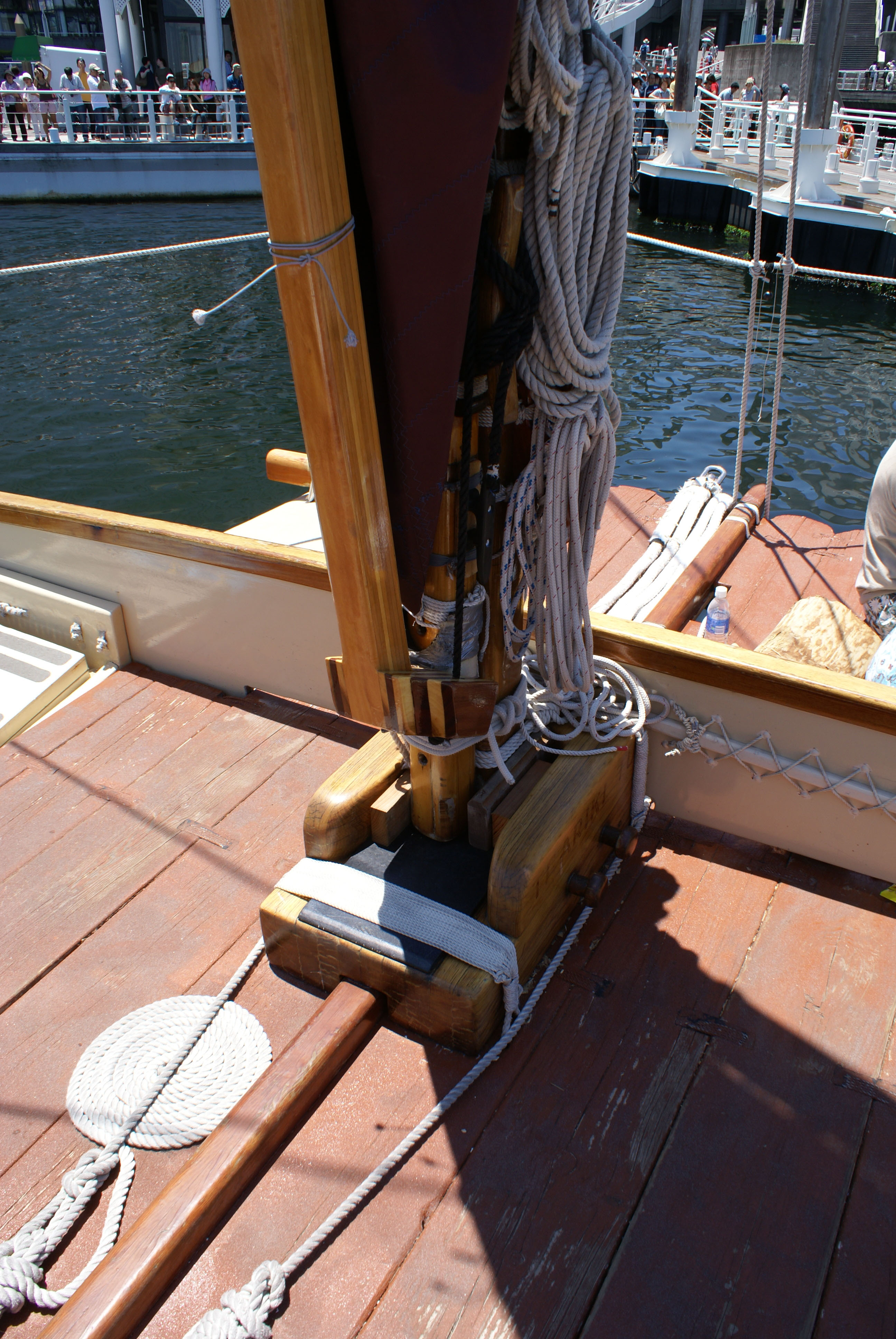
フォワード・マスト（船首側のマスト）の基部。この時はクラブクロウ・セイルを装備した状態。

ホクレアとは、1975年にアメリカ合衆国建国200周年記念事業の一つとして建造された、航海カヌーである。建造に際しては、ニュージーランドの医師でリモート・オセアニア海域の伝統的航海技術研究の第一人者でもあったデヴィッド・ルイス、ハワイ大学で同じくリモート・オセアニア海域の伝統的航海技術を研究していたベン・フィニー、中国系ハワイ人（日系という説もある）のイラストレーターで郷土史研究家でもあったハーブ・カワイヌイ・カネ、カヌー研究家のトミー・ホームズらが中心となった。1975年から1995年まではポリネシア航海協会が所有し、1995年から2007年まではビショップ博物館が所有していたが、2007年8月22日に所有権は再度ポリネシア航海協会に戻された。
建造直後からハワイ先住民の伝統文化復興運動のシンボルとなっているが、アオテアロア（ニュージーランド）のマオリやクック諸島、仏領ポリネシア、ミクロネシア連邦、日本などからも、航海カヌー操船技術の研修生を受け入れている。また1995年以降はハワイの子供たちの教育プログラムにも頻繁に利用されており、これは現在のホクレアの活動の中心的内容となっている。ハワイ州のState Treasureにも認定されている。
これまでの間に地球4周半分の距離を航海している。

## 構造
全長約19メートル。2本マスト。帆は建造当初はポリネシアの伝統的なクラブクロウセイルを装備していたが、近年ではジブ付きのラテンセイルを装備していることが多い。しかし2006年11月の改修で再びクラブクロウセイルに換装された。船体はガラス繊維でコーティングされた合板（しばしば1990年に建造された木造船のハワイロアと混同されるが、ホクレアは木造船ではない）。クロスビーム、デッキはオーク積層合板。船尾に3本の艪舵（ステアリング・スウィープ、ステアリング・パドルと呼ばれる）を備えている。港内での移動には船外機を使用するか、伴走船による曳航を行う（船外機が装備されていたのは1970年代末から1980年にかけて）。
2007年6月に横浜港に入った際には特例として港内でクラブクロウセイルによる帆走を行った。

### 設備
クルーは通常2交替の当直に付いており、非番のクルーは左右の船体上に設けられた睡眠区画で休む。睡眠区画は2名による共同使用となる。食事はデッキ上に設置された水密性を持つガスコンロで加熱調理される。船尾には太陽電池が設置されており、船内に電力を供給する。この電力はARGOS発信装置、無線機、衛星電話、航行灯などに使われる。

### 仕様の変遷
ホクレアは建造されてから現在までに大きな仕様の変更を何度も受けている。進水直後のホクレアは左右の船体に数名ずつ漕手を配していたが、これは漕手間のタイミングの同期を取るのが非常に難しかったことと、飛沫を浴びる漕手の体力の消耗が激しかったことから早い段階で断念された。
帆形も1976年のタヒチ航海ではハワイ諸島のペトログリフに描かれたクラブクロウセイルを摸したものであったが、やがてブームの長さを短く、またカーブのRを緩くする方向に帆形が修正され、1990年代からはジブ付きのラテンセイルが基本装備となる（2007年の日本航海の最初の周防大島寄港時にクラブクロウセイルに戻され、横浜まではクラブクロウセイルを使用）。
電子装備も時代が下るごとに強化されてきており、1976年の時点では船尾部分には太陽電池は装備されていない（写真では、現在太陽電池がある場所には篭のようなものが二つ存在しているが、これらが豚と犬の篭であるかどうかははっきりしない）。ARGOSのトラッキング・システムは1980年のタヒチ航海より搭載されたものである。現在は教育プログラムに使用する衛星電話も搭載されている。
また写真から判断すると、布地による睡眠区画も1回目のタヒチ航海の時点では設置されておらず、代わりにラウハラらしきもので出来た小型の日除けがデッキ中央部分に確認出来る。

## 名前の由来
ホクレアとはハワイ語で「喜びの星」という意味である。hōkūは「星」、leʻaは「喜び」を意味する。現在ではうしかい座の「アークトゥルス」と呼ばれている星である。ホクレアは常にハワイ諸島では頭上に来るため、タヒチやマルケサス諸島からハワイ諸島へ航海カヌーがポリネシア航法で来る際には、航法師たちはこの星の高度でハワイ諸島の位置を推測したものと推定されている。

## ホクレアの主な航海
1976年
ハワイ・タヒチの間を、ミクロネシア連邦から招聘した航法師Paliuwのマウ・ピアイルック (Mau Piailug) を航海長に得て、近代的航法器具を一切用いないまま航海（復路は航法器具を使用）。ただし往路の船内で反乱が発生し、これに失望したマウ・ピアイルックはタヒチ入港前日にタヒチからの帰郷を宣言した。この時、反乱の中心となったのはバッファロー・ケアウラナ、ブギー・カラマ、ビリー・リチャーズの3人で、彼らはタヒチ到着後にハワイに送還された。しかし後に彼らはポリネシア航海協会と和解し、1980年にはホクレアのクルーを招いて盛大なルアウを開催した。なお、この反乱の原因としては先住ハワイ人系クルーと白人系クルーの対立があったとされているが、当時を知る先住ハワイ人系クルーによると、理由は定かでは無いが白人系クルーはきちんとした防寒着を持っていたのに対し、先住ハワイ人系クルーにはそういった装備が支給されていないなど、船上でのクルーの扱いが平等では無かったとされる。
1977年
ケアライカヒキ・プロジェクト。ハワイの古典フラの歌詞や地名を分析し、ケアライカヒキ海峡（ハワイ諸島西側）からタヒチ行きの航路（ハワイの東方沖まで出てから南下）に乗れるかを実験。
1978年
第2回ハワイ・タヒチ間航海。航海長はナイノア・トンプソン。出航直後に転覆し遭難。この遭難事故でクルーのエディ・アイカウを失う。
1980年
第3回ハワイ・タヒチ間航海。マウ・ピアイルックを再び招聘し、彼による訓練を受けたナイノア・トンプソンが航海長を務める。往路・復路とも航法器具を用いない航海に成功。
1985-87年
ヴォヤージ・オブ・リディスカヴァリー。ハワイ、タヒチ、アオテアロア（ニュージーランド）、クック諸島、タヒチ、ハワイの順に航海。ポリネシア人の意図的拡散説を実証。
1992年
ラロトンガ島で行われた太平洋芸術祭に参加。ハワイ、マルケサス諸島、クック諸島、ハワイと航海。
1995年
ハワイ・マルケサス諸島間を航海。復路は6艘の航海カヌーによる集団での航海。
1999-2000年
クロージング・ザ・トライアングル（ポリネシアン・トライアングルを閉じるの意）。ハワイ、マンガレヴァ、ラパ・ヌイ、タヒチ、ハワイの順に航海。
2004年
ナヴィゲーティング・チェンジ。北西ハワイ諸島往復。日本人クルーが初参加。
2007年
ミクロネシア・日本航海。ハワイ島のカワイハエから出航し、マーシャル諸島のマジュロ、ミクロネシア連邦のチューク、サタワル、ヤップ、パラオなどを経由して日本へ。日本では沖縄島、奄美大島、宇土、野母崎、長崎、福岡、新門司、屋代島（周防大島）、宮島、広島、宇和島、室戸、三浦、横浜に寄港。この他、祝島と鎌倉沖を表敬訪問、クルーは焼津にも足を伸ばした。内野加奈子という日本人クルーも参加し、三省堂のコミュニケーション英語1の教科書にその話が掲載されている。

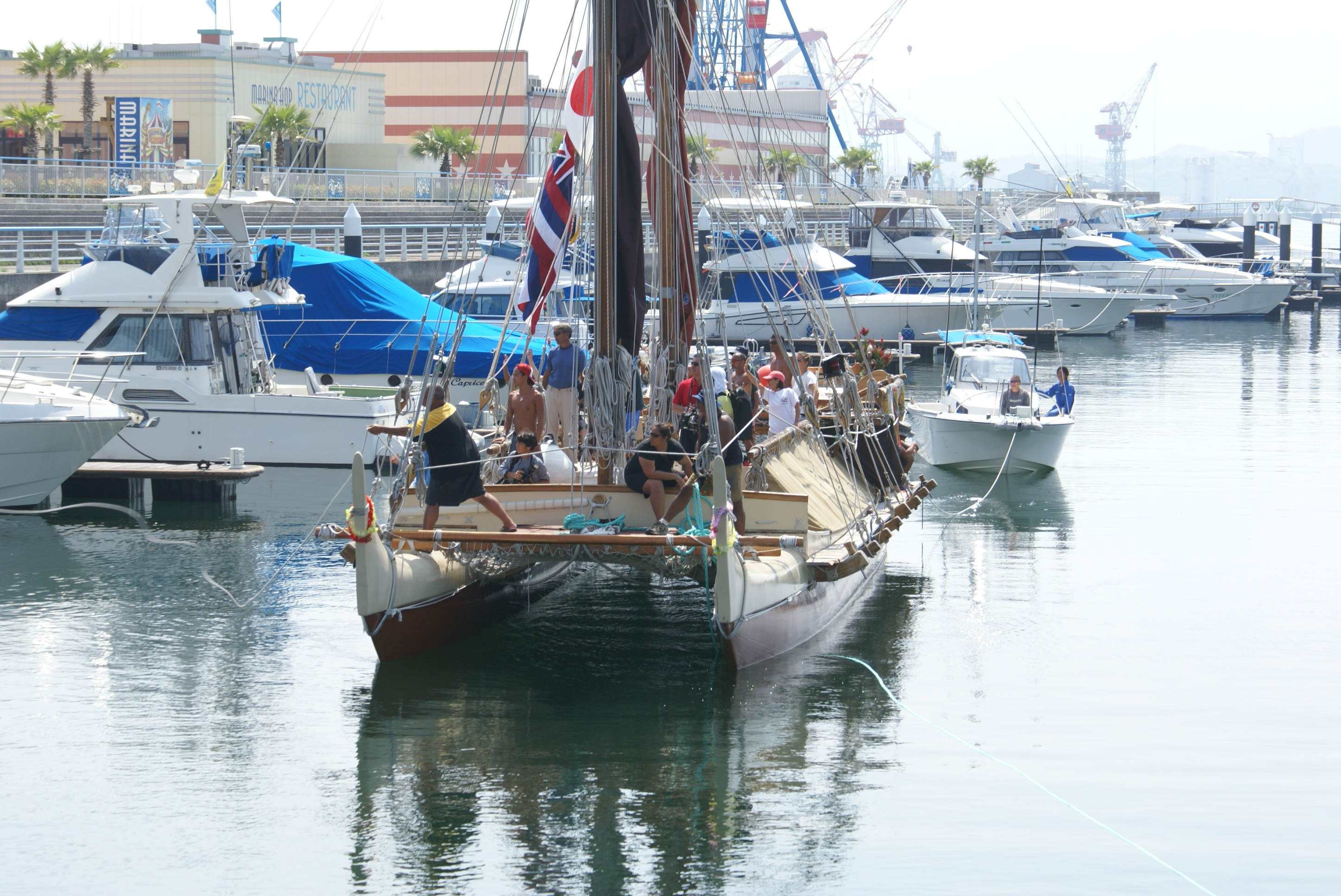
広島観音マリーナに入港するホクレア。船長はナイノア・トンプソン。（2007年）
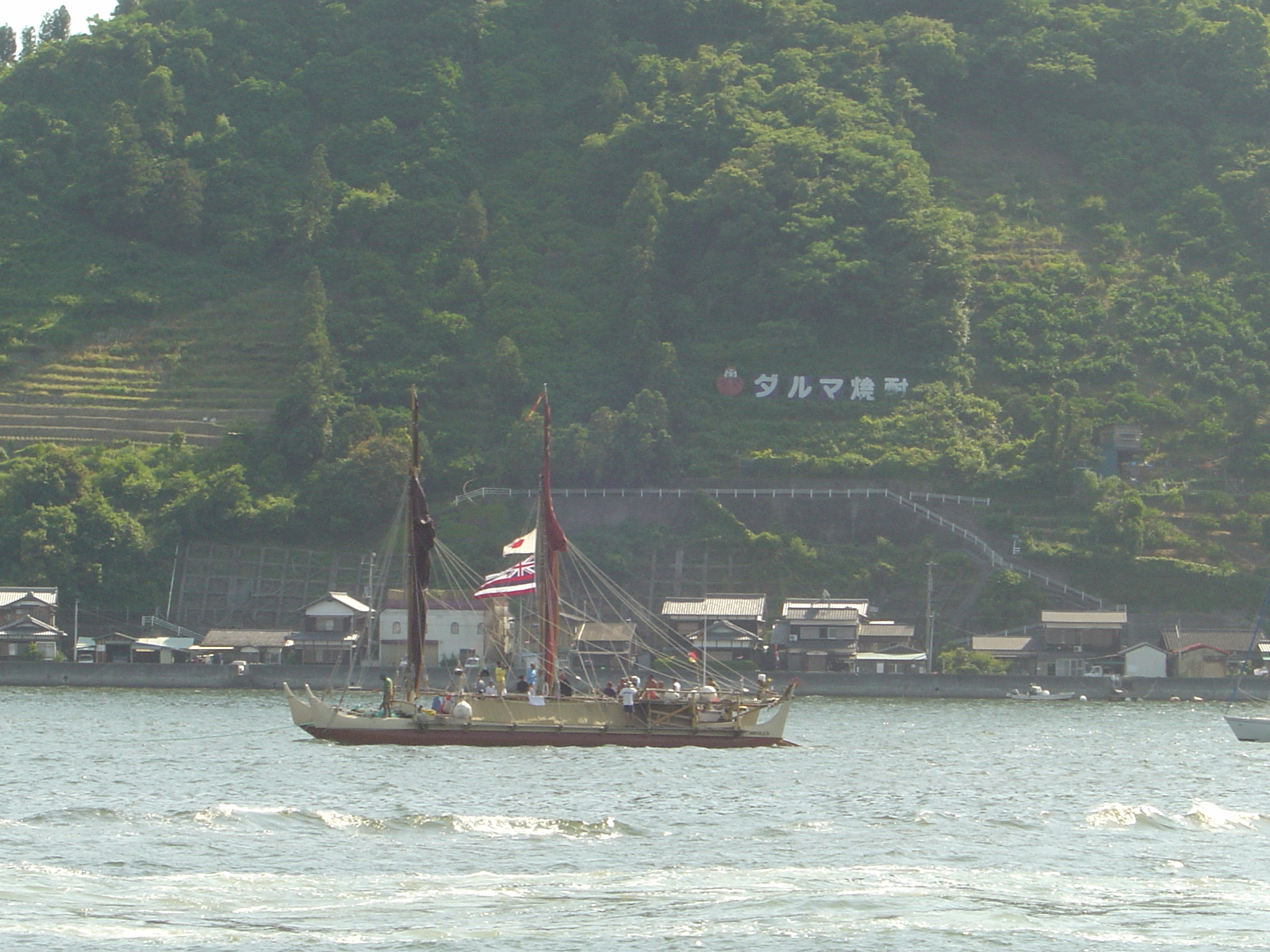
宇和島入港、宇和島湾をカマ・ヘレに曳航され入港するホクレア。船長はナイノア・トンプソン。（2007年）
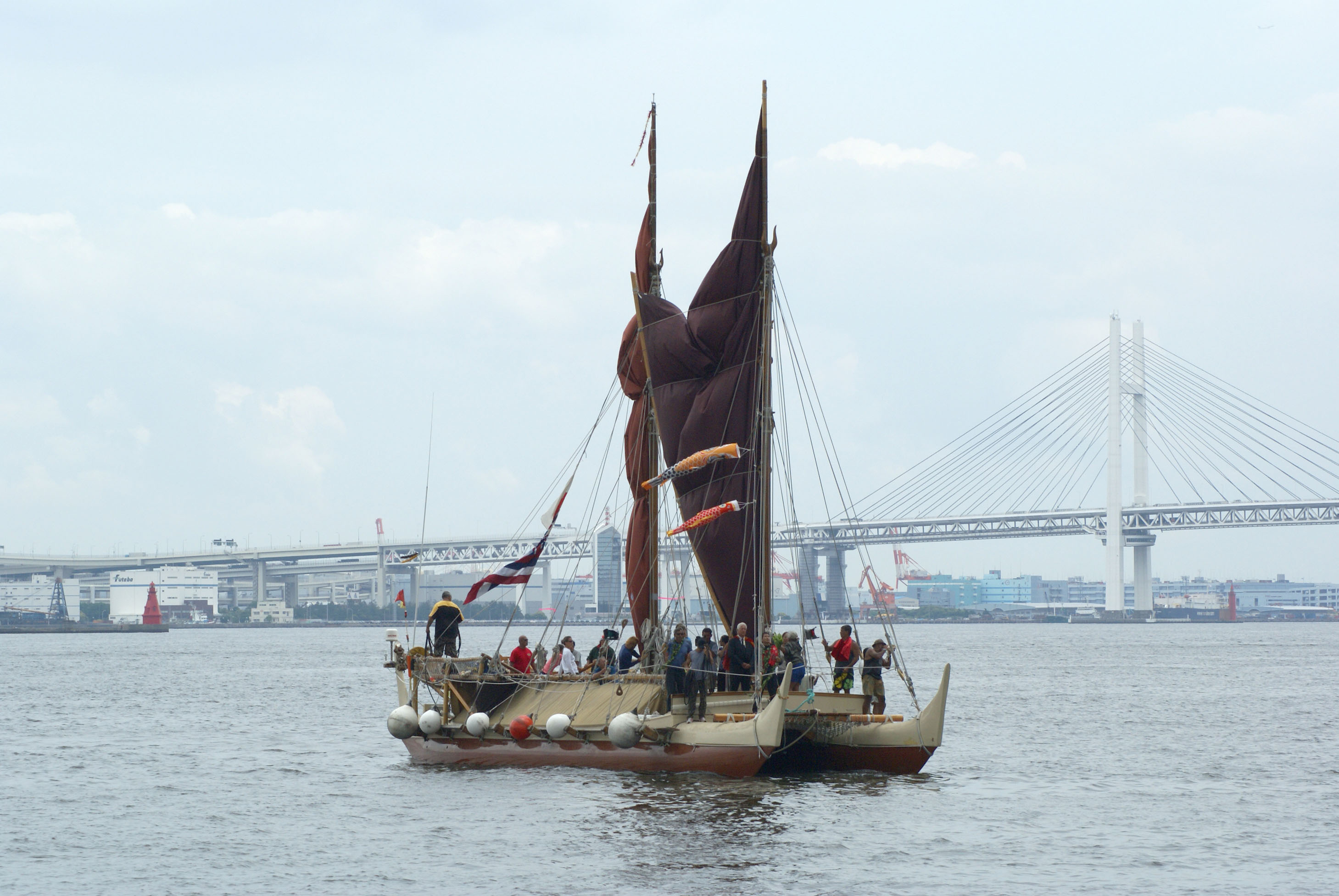
横浜港、ぷかりさん橋に接岸する直前のホクレア。船長はブルース・ブランケンフェルド。（2007年）

2009年
前年に発表された世界一周航海プロジェクトの為の訓練航海として3月よりパルミラ環礁までの往復航海を開始。

### 2014-2017年世界一周

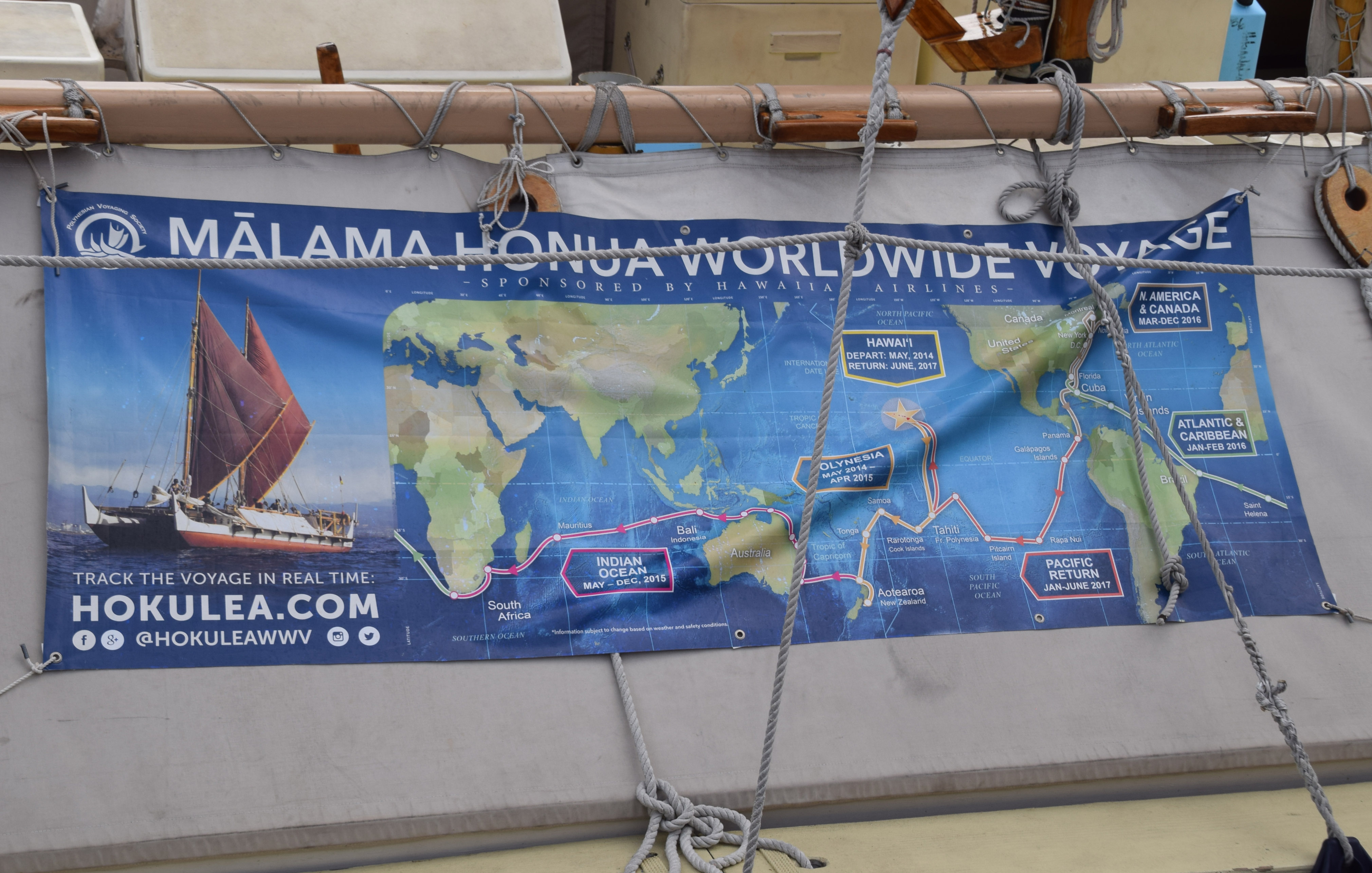
ホクレアの世界一周航海、2014-2017年。太平洋のほぼ中央から出発して、南のタヒチ島へ下り、そこから西回りで世界一周。（航海終了の翌年2018年、カイルア・コナ港で撮影）

ホクレア号は2014～2017年、3年に渡る世界一周航海を行った。
- ポリネシア、2014年5月～2015年4月
  - ハワイ一周、タヒチ
- オーストラリアとインド洋、2015年5月～12月
  - シドニー、バリ島、モーリタニア、南アフリカ
- 大西洋とカリブ海、2016年1月～2月
  - バージン諸島、ハバナ
- 米国とカナダ、2016年4月～12月
  - フロリダ州、ケネディー宇宙センター、ニューヨーク市、マーサズ・ヴィニヤード、五大湖、ヴァージニア州（修理と展示）、マイアミ、パナマ運河
- 太平洋、2017年1月～6月
  - ガラパゴス、タヒチ、ハワイへ帰還

## 伴走船

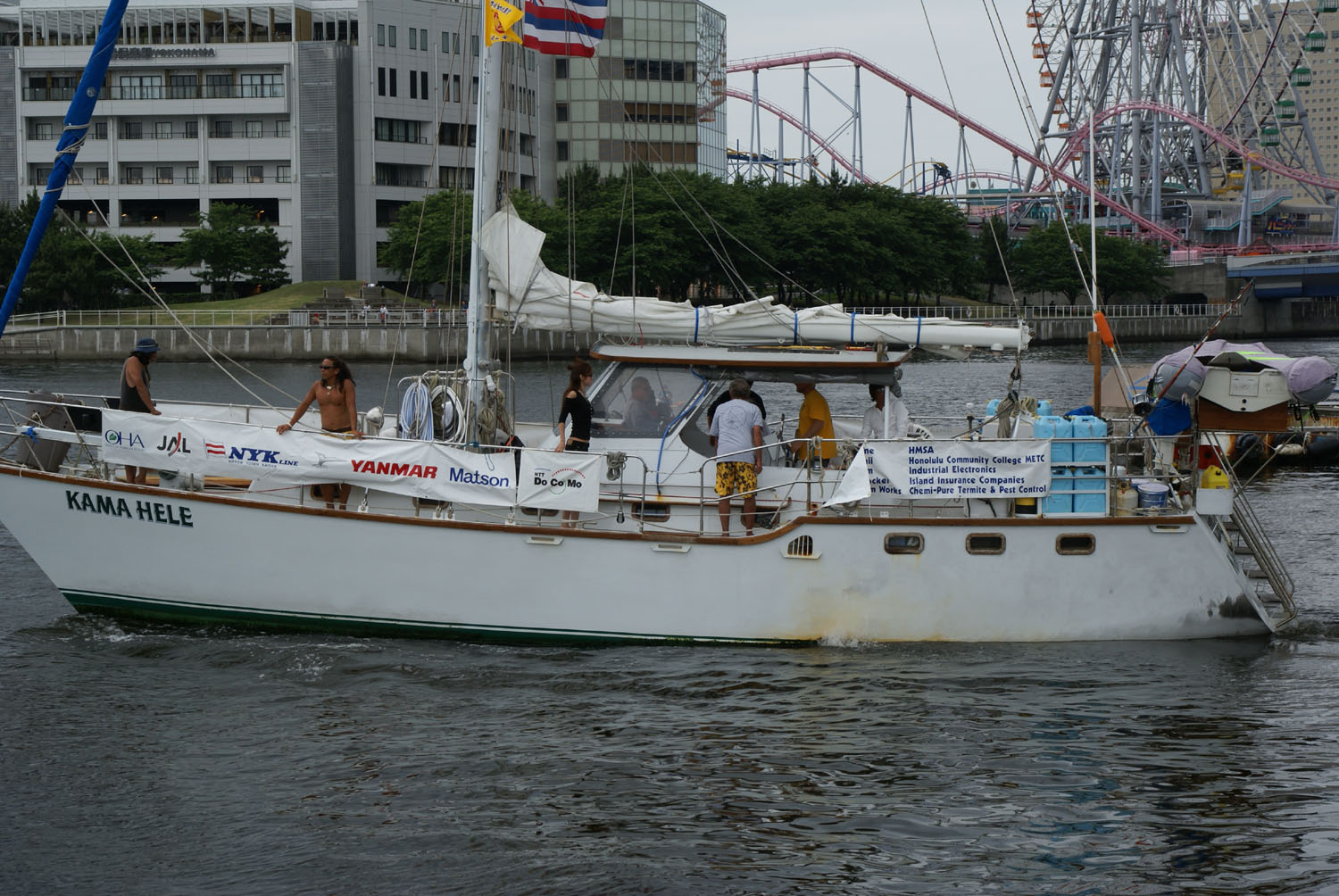
日本航海の最終寄港地、横浜港に到着したカマ・ヘレ。2007年6月。

ホクレアは1978年の遭難事故以来、海に出る際には必ず伴走船を伴うことになっている。1976年のタヒチ航海ではメオタイMeoｔai、1980年のタヒチ往復ではアレックス・ジャクベンコ所有になるイシュカIshukaというヨットが伴走船を務めた。1985年から87年にかけてのアオテアロア往復ではドルカスDorcusというヨットが伴走役となった。現在のホクレアは専用設計の伴走船であるカマ・ヘレKama Heleを伴って航海している。
カマ・ヘレは1992年にアレックス・ジャクベンコによって建造された船である。特徴は全長に比して極めて高いマストと、5センチもの厚さの鋼板を使用した堅牢な船体である。最大速度は7ノットで、これはハル・スピードの上限でもあり、ホクレアを曳航している時でもカマ・ヘレは7ノットを出すことが可能であるが、単独での機走時でも7ノット以上は出ない。この船は1992年のラロトンガ航海以降、1995年のマルケサス諸島往復、1999から2000年のラパ・ヌイ往復、2004年のミッドウェー諸島往復、2007年のミクロネシア・日本航海に至るまでホクレアと行動をともにし続けている。
建造から2006年までのカマ・ヘレに搭載されていたのはデトロイト社製371型ディーゼル・エンジンであったが、2006年にヤンマー社提供のディーゼル・エンジンに換装されている。カマ・ヘレの初代船長はイシュカの船長でもあったアレックス・ジャクベンコ。2代目船長はマイク・テイラー。なお、2007年の日本航海を終えた後のハワイへの回航は、ドイツ人の船長以外は鯨井保年ら日本人クルーの手によって行われた。

## その他
- ハワイ州におけるこの船の知名度は極めて高く、二代目の航海長を務めたナイノア・トンプソンはハワイ社会のＶＩＰの一人である。
- よく勘違いされる所であるが、ナイノア・トンプソンは第一回航海では航法を行っておらず、また往路には搭乗していない。
- 同じく勘違いされがちな所であるが、1985年までのナイノア・トンプソンがこの船の船長を務めたことは無い。初代船長（1976年搭乗）はエリア・カパフレフア（通称カウィカ）、二代目船長（1978年搭乗）はデイヴ・ライマン、三代目および五代目船長（1980年搭乗）はゴードン・ピイアナイア。四代目および六代目船長（1985年搭乗）はショーティ・バートルマン。七代目船長（1986年搭乗）はレオン・スターリング。ナイノアが初めて船長を務めた（航海長兼務）のは1986年。他にチャド・バイバイヤン（現ホクアラカイ号船長）、ビリー・リチャーズ（現ヴィンテージ・カヌー・リペア工房主宰）なども船長経験有り。
- ナイノア・トンプソンを初めとする航海長は航法のみを担当する高級船員であり、この船の航海全体を指揮するのは船長である。船長の次席として一等航海士が置かれる場合もある。ホクレアの一等航海士は船長の補佐が主任務で、航法は行わない。一等航海士が置かれた場合は、航海長より上席の存在となる。
- ナイノア、ブルース・ブランケンフェルド、チャド・バイバイヤン、チャド・パイション、ショーティー・バートルマンの5人はウェイファインダーとしての経験が群を抜いて豊富な為、船長と航海長を兼務することも多い。
- 近年はその存在が政治的にあまりにも大きくなりすぎた結果、この船から距離を置こうとする人々も現れている。[要検証 – ノート]
- 航海カヌー関係の寄付金の大半がポリネシア航海協会に流れ込む結果、ホクレアの活動を補完するような実践（学術的な航海術研究や独自の航海カヌー建造など）の資金が極めて集めにくくなっており、行くところに行けばホクレアに対する怨嗟にも似た声が聞かれるのも事実である。[要検証 – ノート]

## 参照項目
- 双胴カヌー「ハワイロア号」